# 황간역
황간역(Hwanggan station, 黃澗驛)은 충청북도 영동군 황간면 마산리에 있는 경부선의 철도역이다. 1일 편도 15편(하행 8편, 상행 7편)의 무궁화호가 정차한다.

## 연혁
- 1905년 1월 1일 : 영업 개시
- 1950년 6월 30일 : 한국전쟁으로 역사 소실
- 1956년 12월 30일 : 역사 복구
- 1988년 1월 23일 : 역사 신축
- 2005년: 화물 취급 중지
- 2014년 5월 1일 : 충북종단열차 운행 개시

## 역 구조
2면 4선의 승강장이다.

### 승강장
| ↑ 영동          |
| ４３ \| ２１ \| |
| 추풍령 ↓        |

| 1 | 경부선 | 무궁화호 | 사용하지 않음      |
| 2 | 경부선 | 무궁화호 | 동대구 · 부산 방면 |
| 3 | 경부선 | 무궁화호 | 서울 · 영주 방면   |
| 4 | 경부선 | 무궁화호 | 사용하지 않음      |

## 역 주변
- 황간면
- 황간버스터미널
- 경부고속도로 황간 나들목
- 노근리 평화공원[1]

## 사진

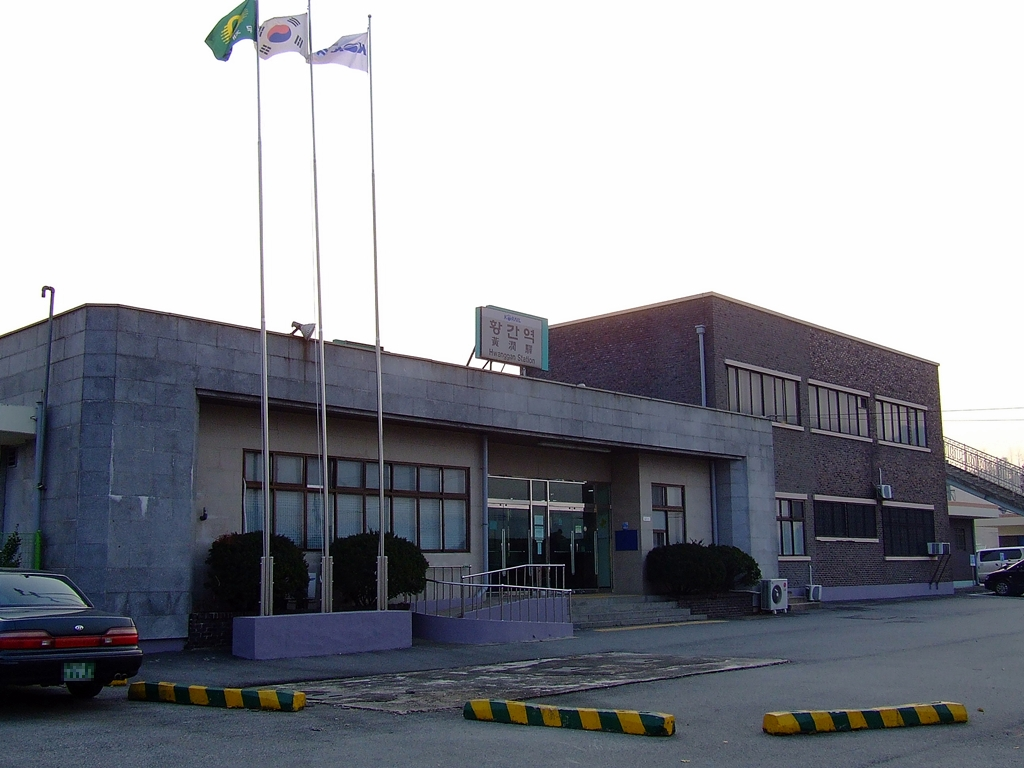
역사 (광장쪽)
역사 (선로쪽)
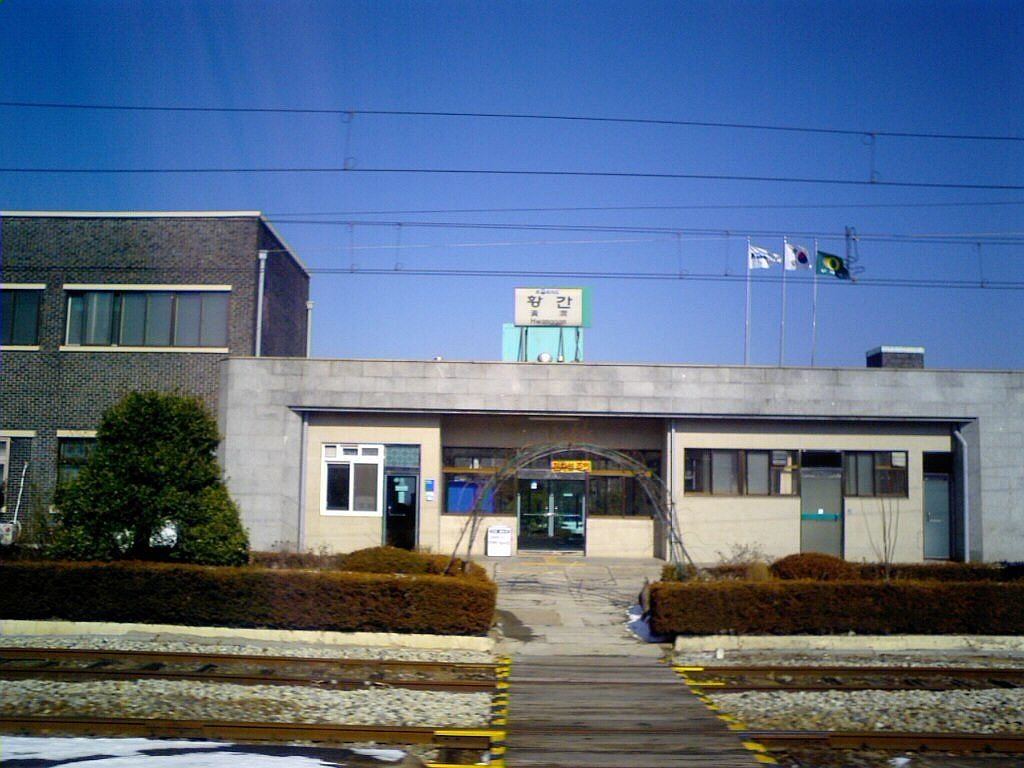
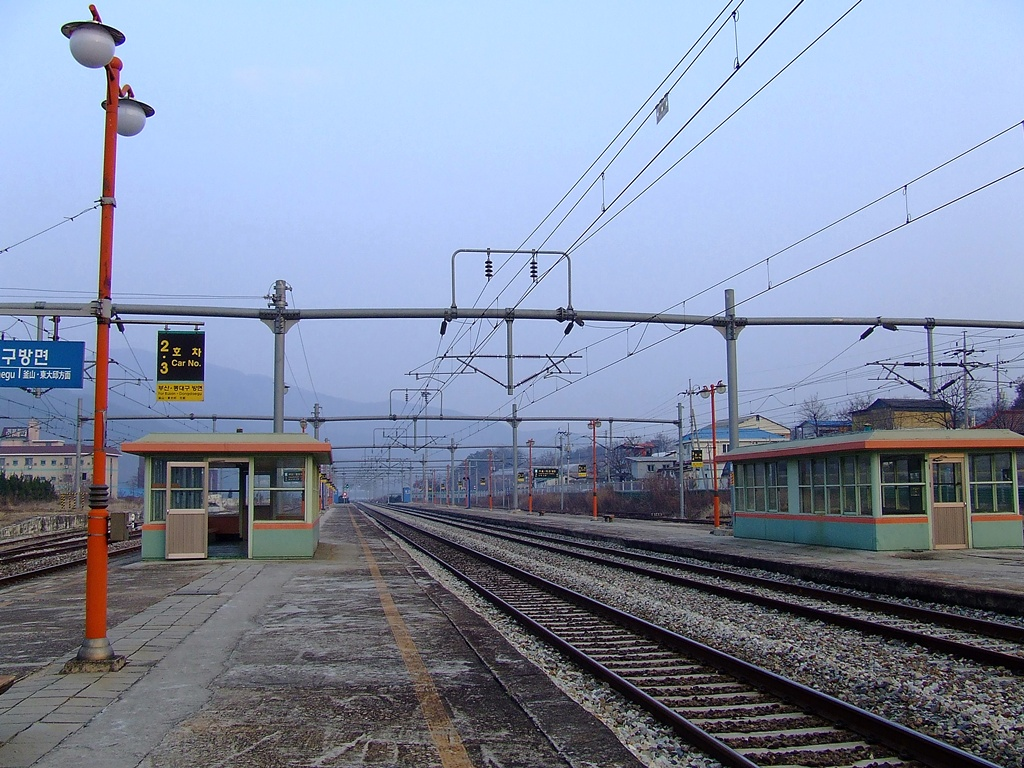
승강장
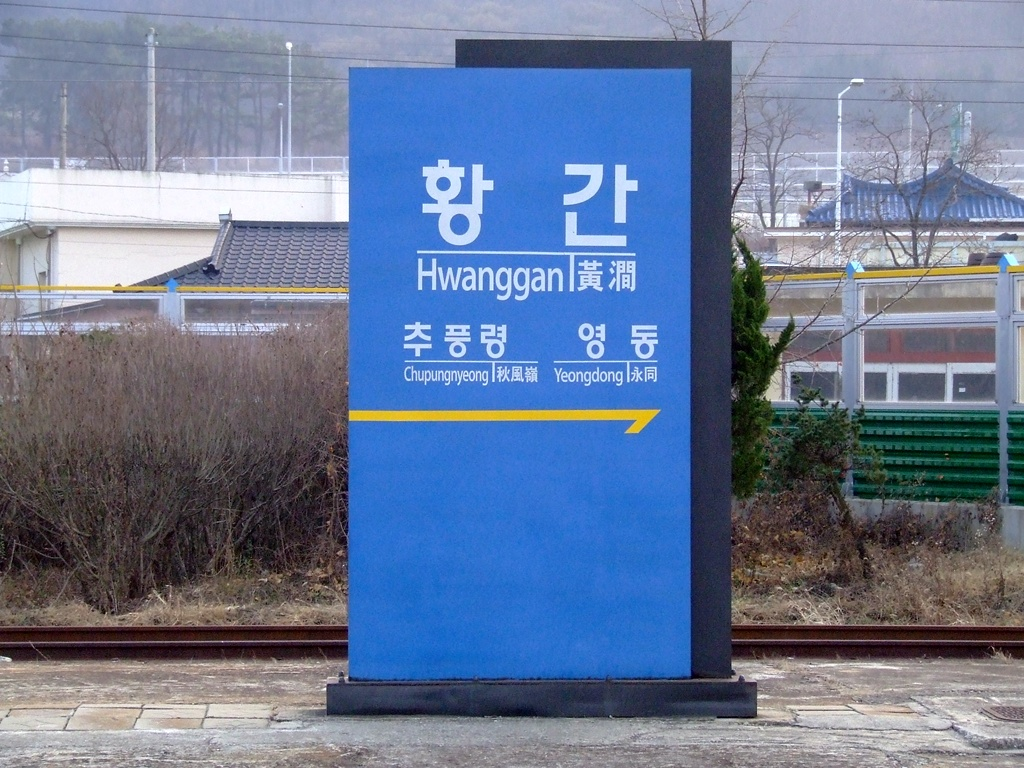
역명판

## 인접한 역
| 경부선                   | 경부선                 | 경부선                       |
| ------------------------ | ---------------------- | ---------------------------- |
| 영동 서울 방면 영주 방면 | 무궁화호 경부선 충북선 | 추풍령 부산 방면 동대구 방면 |